# وودلند (میسیسیپی)
وودلند (به انگلیسی: Woodland) روستایی در ایالت میسیسیپی کشور ایالات متحده آمریکا است که جمعیت آن در سرشماری سال ۲۰۱۰ میلادی، ۱۲۵
نفر بوده‌است.